# Feizi
Feizi också känd som Qin Ying, född okänt år, död 858 f.Kr., var en kinesisk monark, grundare av staten Qin